# Ладканка
Ладканка — традиційна весільна чи обрядова пісня, весільний спів, також весільне музичне награння, своєрідна музика чи пісня до обряду одягання весільного вінка. Оригінальними та древніми є бойківські ладканки поширені в українських Карпатах, серед них «До барвінку», «До вінка», пісня «Їдуть штири коні» (виконана заслуженою артисткою України — Мартою Шпак), ладканка до обжинків «Ми дожали зарана».
Весільні ладканки — величезний пласт української автентичної музики Західної України. Вони несуть в собі старовинну обрядовість. Саме такі обряди одягання весільного вінка збереглися на Бойківщині до сьогодні.
Ряд бойківських ладканок виконують Либохірські музики зі села Либохора — в альбомі «Бойки з-під Карпатського хребта».